# نیلز مویژنیکس
نیلز مویژنیکس (انگلیسی: Nils Muižnieks؛ زادهٔ ۳۱ ژانویهٔ ۱۹۶۴) در ایالات متحده آمریکا یک فعال حقوق بشر و دانشمند سیاسی لتونیایی-آمریکایی است. او بین سال‌های ۲۰۱۲ تا ۲۰۱۸ به عنوان کمیسر حقوق بشر شورای اروپا خدمت کرد و جانشین توماس هاماربرگ (۲۰۰۶–۲۰۱۲) و آلوارو گیل روبلز (۱۹۹۹–۲۰۰۶) شد.

## زندگی‌نامه
والدین مویژنیکس، آنسیس و اینگرید، هر دو پناهنده‌ای بودند که در سال ۱۹۴۴ لتونی را ترک کردند. آنها ۶ سال را در اردوگاه‌های آوارگان در منطقه آلمان تحت اشغال متفقین گذراندند تا اینکه در سال ۱۹۵۰ به ایالات متحده نقل مکان کردند. پدرش یک پزشک بازنشسته و مادرش یک آموزش دیده تاریخ‌نگاری معماری بود.
نیلز مویژنیکس که در ایالات متحده آمریکا متولد شده و تحصیل کرده است، مدرک دکترای علوم سیاسی را در دانشگاه کالیفرنیا در برکلی (۱۹۹۳) دریافت کرد. پیش از آن، وی در رشته سیاست از دانشگاه پرینستون فارغ‌التحصیل شد و مدرک کارشناسی ارشد علوم سیاسی را از همان دانشگاه دریافت کرد (۱۹۸۸).
او در سال ۱۹۹۲ با آندرا فدر، معلم پیانو و خواننده ازدواج کرد. آنها دو دختر به نام‌های لیلا و میلنا دارند. زبان مادری مویژنیکس زبان لتونیایی و انگلیسی است، او همچنین به فرانسوی و روسی مسلط است.

## زندگی‌حرفه‌ای
او قبل از انتصاب به عنوان کمیسر حقوق بشر، پست‌های برجسته‌ای داشت مانند: مدیر برنامه در بنیاد سوروس-لتونی، مدیر مؤسسه تحقیقات اجتماعی و سیاسی پیشرفته در دانشکده علوم اجتماعی دانشگاه لتونی در ریگا (۲۰۰۵–۲۰۱۲)؛ رئیس کمیسیون اروپا علیه نژادپرستی و نابردباری (۲۰۱۰–۲۰۱۲)؛ در لتونی وزیر مسئول یکپارچه‌سازی اجتماعی، ضد تبعیض، حقوق اقلیت‌ها و توسعه جامعه مدنی (۲۰۰۲–۲۰۰۴). و مدیر مرکز لتونی برای حقوق بشر و مطالعات قومی (در حال حاضر مرکز لتونی برای حقوق بشر) (۱۹۹۴–۲۰۰۲). عضو حزب اول لتونی (۲۰۰۳–۲۰۰۵)، رئیس مشترک آن و یکی از وزرای آن در دولت.
مویژنیکس به عنوان عضو (۲۰۰۵–۲۰۱۰) و سپس رئیس (۲۰۱۰–۲۰۱۲) کمیسیون اروپا علیه نژادپرستی و نابردباری (ECRI)، نماینده ECRI در برابر نهادهای سیاسی بین‌المللی، مکانیسم‌های حقوق بشر و سازمان‌های بین‌المللی مانند اتحادیه اروپا، سازمان امنیت و همکاری اروپا، و سازمان ملل متحد خدمت کرد. او گزارشگر ویژه برای کشورهای لهستان، هلند، اسلواکی و عضو گروه‌های کار برای ایرلند، ایسلند، نروژ؛ و رئیس کارگروه مبارزه با نژادپرستی در پلیس بود.
در مشاغل دولتی‌اش (۲۰۰۲–۲۰۰۴)، مویژنیکس مسئول سیاست یکپارچگی اجتماعی. حقوق افراد متعلق به اقلیت‌های ملی؛ مبارزه با تبعیض نژادی و قومی؛ و توسعه جامعه مدنی بود. او همچنین مسئول قانون‌گذاری در زمینه‌های ضد تبعیض، ادغام اجتماعی، چارچوب قانونی برای سازمان‌های غیردولتی و گروه‌های کاری بین وزارتی برای برنامه ملی بردباری در لتونی و چارچوب سیاست برای تقویت جامعه مدنی بود. او به دولت‌های محلی در مورد سیاست ادغام مشاوره داد و نماینده لتونی در اتحادیه اروپا، سازمان امنیت و همکاری اروپا و سازمان ملل بود.
او به عنوان مدیر مرکز لتونی برای حقوق بشر و مطالعات قومی (در حال حاضر مرکز حقوق بشر لتونی)، به تمرکز، آموزش و ارتقای سازماندهانه مواردی از جمله حقوق بشر. نظارت بر موسسات بسته؛ و ترویج برابری جنسیتی و حقوق افراد متعلق به اقلیت‌های ملی پرداخت.
مویژنیکس همچنین به ارزیابی و فعالیت‌های آموزشی در زمینه حقوق بشر اشتغال ورزید. از جمله فعالیت‌های اصلی او، ارزیابی پروژه ایجاد دموکراسی در بلاروس، ارزیاب کمیسیون اروپا برای هفتمین برنامه پژوهشی در مورد چارچوب شهروندی و مالکیت دموکراتیک؛ و کارشناس حل منازعه و انسجام اجتماعی برای مأموریت ارزیابی مشترک اتحادیه اروپا در گرجستان بود.

## کمیسر حقوق بشر
در ۲۴ ژانویه ۲۰۱۲، مویژنیکس توسط مجمع پارلمانی شورای اروپا با کسب ۱۲۰ رأی در دور اول، (اکثریت مطلق)، به عنوان کمیسر حقوق بشر انتخاب شد. او در ۱ آوریل ۲۰۱۲ کار خود را آغاز کرد و اظهار داشت که قصد دارد عملکرد دفتر کمیسر را در رعایت مؤثر و برخورداری کامل از حقوق بشر در ۴۷ کشور عضو شورای اروپا توسعه دهد. کار او به عنوان کمیسر حقوق بشر بر محور کارهای کشوری و موضوعی، با تمرکز ویژه بر آسیب پذیرترین گروه‌ها، مانند کودکان، سالمندان، افراد دارای معلولیت و روماها متمرکز می‌شود. مویژنیکس به دلیل حمایتش از مردم روما پوشش رسانه‌ای زیادی دریافت کرده است.
کارهای بعدی در زمینه‌های دیگر ادامه داشت که از جمله موارد مربوط به حقوق بشر مهاجران، پناهجویان و پناهندگان، حقوق زنان و برابری جنسیتی؛ حقوق اقلیت‌ها؛ و اهمیت احترام به استانداردهای حقوق بشر در جامعه مطبوعاتی، به ویژه در مورد آزادی رسانه‌ها، حریم خصوصی اطلاعاتی، سرویس شبکه‌سازی اجتماعی بود. وی همچنین همکاری با ساختارهای ملی حقوق بشر را با هدف تقویت سیاست‌های مبتنی بر حقوق بشر در سطح ملی و رسیدگی به کاستی‌های سیستمی در کشوهای عضو افزایش داد.

## نامزدی برای بازرس اروپا
در سال ۲۰۱۹، مویژنیکس یکی از پنج نامزد برای پست بازرس اروپا بود؛ اما پس از دور اول رای‌گیری در پارلمان اروپا انصراف داد.

## سازمان عفو بین‌الملل
در ژوئن ۲۰۲۰، مویژنیکس به عنوان مدیر منطقه‌ای عفو بین‌الملل در اروپا شروع به کار کرد.